# Arsenal Football Club 1999-2000
Questa voce raccoglie le informazioni riguardanti l'Arsenal Football Club nelle competizioni ufficiali della stagione 1999-2000.

## Maglie e sponsor
| Casa | Trasferta |

## Rosa
| N. |                        | Ruolo | Calciatore        |
| -- | ---------------------- | ----- | ----------------- |
| 1  | Inghilterra (bandiera) | P     | David Seaman      |
| 2  | Inghilterra (bandiera) | D     | Lee Dixon         |
| 3  | Inghilterra (bandiera) | D     | Nigel Winterburn  |
| 4  | Francia (bandiera)     | C     | Patrick Vieira    |
| 5  | Inghilterra (bandiera) | D     | Martin Keown      |
| 6  | Inghilterra (bandiera) | D     | Tony Adams        |
| 7  | Argentina (bandiera)   | D     | Nelson Vivas      |
| 8  | Svezia (bandiera)      | C     | Fredrik Ljungberg |
| 9  | Croazia (bandiera)     | A     | Davor Šuker       |
| 10 | Paesi Bassi (bandiera) | A     | Dennis Bergkamp   |
| 11 | Paesi Bassi (bandiera) | C     | Marc Overmars     |
| 12 | Liberia (bandiera)     | A     | Christopher Wreh  |
| 13 | Austria (bandiera)     | P     | Alex Manninger    |
| 14 | Francia (bandiera)     | A     | Thierry Henry     |
| 15 | Inghilterra (bandiera) | C     | Ray Parlour       |
| 16 | Brasile (bandiera)     | D     | Sylvinho          |
| 17 | Francia (bandiera)     | C     | Emmanuel Petit    |
| 18 | Francia (bandiera)     | D     | Gilles Grimandi   |

| N. |                        | Ruolo | Calciatore       |
| -- | ---------------------- | ----- | ---------------- |
| 19 | Germania (bandiera)    | C     | Stefan Malz      |
| 20 | Inghilterra (bandiera) | D     | Matthew Upson    |
| 21 | Portogallo (bandiera)  | C     | Luís Boa Morte   |
| 22 | Ucraina (bandiera)     | D     | Oleh Luzhny      |
| 23 | Inghilterra (bandiera) | C     | Stephen Hughes   |
| 24 | Inghilterra (bandiera) | P     | John Lukic       |
| 25 | Nigeria (bandiera)     | A     | Nwankwo Kanu     |
| 26 | Germania (bandiera)    | D     | Moritz Volz      |
| 29 | Inghilterra (bandiera) | C     | Jermaine Pennant |
| 30 | Italia (bandiera)      | C     | Paolo Vernazza   |
| 31 | Inghilterra (bandiera) | P     | Stuart Taylor    |
| 32 | Galles (bandiera)      | D     | Rhys Weston      |
| 33 | Inghilterra (bandiera) | C     | Tommy Black      |
| 34 | Inghilterra (bandiera) | D     | Ashley Cole      |
| 35 | Irlanda (bandiera)     | A     | Graham Barrett   |
| 36 | Irlanda (bandiera)     | D     | Brian McGovern   |
| 38 | Inghilterra (bandiera) | C     | Julian Gray      |

## Statistiche

### Andamento in campionato
| Giornata  | 1 | 2 | 3 | 4 | 5 | 6 | 7 | 8 | 9 | 10 | 11 | 12 | 13 | 14 | 15 | 16 | 17 | 18 | 19 | 20 | 21 | 22 | 23 | 24 | 25 | 26 | 27 | 28 | 29 | 30 | 31 | 32 | 33 | 34 | 35 | 36 | 37 | 38 |
| --------- | - | - | - | - | - | - | - | - | - | -- | -- | -- | -- | -- | -- | -- | -- | -- | -- | -- | -- | -- | -- | -- | -- | -- | -- | -- | -- | -- | -- | -- | -- | -- | -- | -- | -- | -- |
| Luogo     | C | T | T | C | C | T | C | T | C | T  | C  | T  | C  | T  | C  | C  | T  | C  | T  | C  | T  | C  | T  | T  | C  | C  | T  | T  | C  | C  | T  | T  | T  | T  | C  | C  | C  | T  |
| Risultato | V | V | N | P | V | P | V | V | V | P  | V  | V  | N  | P  | V  | V  | V  | N  | P  | V  | N  | V  | N  | P  | P  | V  | N  | P  | V  | V  | V  | V  | V  | V  | V  | V  | N  | P  |
| Posizione | 3 | 1 | 2 | 8 | 3 | 6 | 5 | 2 | 3 | 5  | 2  | 3  | 3  | 4  | 3  | 3  | 2  | 4  | 4  | 3  | 3  | 3  | 3  | 3  | 4  | 3  | 4  | 5  | 4  | 4  | 4  | 3  | 3  | 2  | 2  | 2  | 2  | 2  |

Fonte: (EN) Arsenal 1999-2000, su statto.com. URL consultato il 3 novembre 2015 (archiviato dall'url originale il 19 ottobre 2013).
Legenda:

Luogo: C = Casa; T = Trasferta. Risultato: V = Vittoria; N = Pareggio; P = Sconfitta.